# Spizocorys
Spizocorys är ett släkte i familjen lärkor inom ordningen tättingar. Släktet omfattar sju arter som förekommer i Afrika söder om Sahara:
- Damaralärka (S. starki)
- Svartmaskad lärka (S. personata)
- Rosanäbbad lärka (S. conirostris)
- Herdelärka (S. fringillaris)
- Kortstjärtad lärka (S. fremantlii)
- Obbialärka (S. obbiensis)
- Tårlärka (S. sclateri)

Tidigare placerades kortstjärtad lärka som ensam art i Pseudalaemon. Genetiska studier visar dock att den hör hemma i Spizocorys.